# Sebességmeghatározó lépés
A reakciókinetikában a több lépésből álló reakciók sebességét gyakran a leglassabb lépés sebessége határozza meg, ezt nevezzük sebességmeghatározó lépésnek. A kísérletileg meghatározott sebességi egyenlet segíthet annak megállapításában, hogy melyik a sebességmeghatározó lépés.
Egy adott reakció esetén a sebességmeghatározó lépés az, amelynek a reakciókoordinátán a legmagasabb energiájú az átmeneti állapota.
A sebességmeghatározó lépést fogalma nagyon fontos számos kémiai folyamat, például a katalízis és az égés megértése és optimizálása szempontjából.

## Példa: NO2+ CO
Példaként szolgálhat a következő gázfázisú reakció: NO2 + CO → NO + CO2. Ha ez a reakció egy lépésben menne végbe, akkor (r) sebessége arányos lenne az NO2 és CO molekulák közötti ütközések számával: r = k[NO2][CO], ahol k a reakciósebességi állandó, a szögletes zárójelek pedig moláris koncentrációt jelölnek.

### Az első lépés a sebességmeghatározó
A kísérleti eredmények szerint ugyanakkor a reakció NO2-ra nézve másodrendű, CO-ra nézve pedig nulladrendű, a sebességi egyenlet r = k[NO2]2. Ez alapján az várható, hogy a sebességet olyan lépés határozza meg, amelyben két NO2 molekula reagál, míg a CO molekula egy másik, gyorsabb lépésben vesz részt a reakcióban. Egy lehetséges mechanizmus két elemi reakcióból áll, ami megmagyarázza a sebességi egyenletet:
1. NO2 + NO2 → NO + NO3 (lassú, sebességmeghatározó lépés)
2. NO3 + CO → NO2 + CO2 (gyors lépés)

E mechanizmus szerint az első lépésben egy reaktív köztitermék, az NO3 részecske keletkezik r1 sebességgel, és utána a második lépésben r2 sebességgel reagál a CO-dal. Az NO3 azonban NO-dal is reagálhat, ha az első lépés a fordított irányban játszódik le (NO + NO3 → 2 NO2) r−1 sebességgel, ahol a negatív előjel a visszafelé irányuló reakció sebességét jelöli.
A reaktív köztitermék – mint a fenti reakcióban a [NO3] – koncentrációja kicsi, és csaknem állandó, így az a steady state közelítéssel becsülhető. Eszerint a keletkezésének sebessége egyenlő az (összes) azt fogyasztó reakció sebességének összegével. Ebben a példában a NO3 egy lépésben keletkezik, és két lépés is fogyasztja, így {\displaystyle {\frac {{d}{[NO_{3}]}}{dt}}=r_{1}-r_{2}-r_{-1}\approx 0}
Az, hogy az első lépés a lassú lépés, azt jelenti, hogy az első lépésben a visszafelé irányuló reakció lassabb, mint a második lépés előre irányuló reakciója, tehát szinte az összes NO3 a CO-dal történő reakcióban fogy el, és nem a NO-dal reagál. Azaz r−1 << r2, tehát r1 – r2 ≈ 0. A reakció teljes sebessége azonban a végtermék (jelen esetben CO2) keletkezésének sebessége, így r = r2 ≈ r1. Tehát a teljes sebességet az első lépés sebessége határozza meg, és (szinte) az összes molekula, mely az első lépésben reagál, ugyanilyen gyorsan továbbalakul a második lépésben.

### Ha a második lenne a sebességmeghatározó lépés
A másik lehetőség az, hogy a második a lassú, sebességmeghatározó lépés, ami azt jelentené, hogy lassabb, mint az első lépésben a visszafelé irányuló reakció: r2 << r−1. Ezt feltételezve r1 – r−1 ≈ 0, tehát az első lépés (csaknem) kémiai egyensúlyban lenne. A teljes sebességet a második lépésé határozza meg: r = r2 << r1, mivel nagyon kevés, az első lépésben reagált molekula alakul tovább a második, jóval lassabb lépésben. Ezt a feltételezést azonban (erre a példareakcióra) elvethetjük, mivel egy ilyen sebessége egyenlet nincs összhangban a kísérleti eredményekkel.
Ha az első lépésben egyensúly alakulna ki, akkor annak egyensúlyi állandójából ki lehet számolni a köztitermék NO3 koncentrációját a stabilabb (és így könnyebben mérhető) reaktánsok és termékek alapján
{\displaystyle K_{1}={\frac {{[NO]}{[NO_{3}]}}{{[NO_{2}]}^{2}}}}
{\displaystyle [NO_{3}]=K_{1}{\frac {[NO_{2}]^{2}}{[NO]}}}
A teljes sebességi egyenlet ez lenne:
{\displaystyle r=r_{2}=k_{2}[NO_{3}][CO]=k_{2}K_{1}{\frac {[NO_{2}]^{2}[CO]}{[NO]}}},
ami nincs összhangban a fenti, kísérletileg megállapított sebességi egyenlettel, és így cáfolja azt a feltételezést, hogy a második lépés volna a sebességmeghatározó.

## Nukleofil szubsztitúció
Másik példa a szerves kémiai unimolekulás nukleofil szubsztitúciós (SN1) reakció, melyben az első, unimolekulás lépés a sebességmeghatározó. Speciális eset a terc-butil-bromid (t-C4H9Br) bázikus hidrolízise vizes nátrium-hidroxiddal. A mechanizmusban két lépés szerepel (R a t-C4H9 terc-butil-csoportot jelöli)
1. Karbokation keletkezése R-Br → R+ + Br−
2. Vízmolekula nukleofil támadása R+ + OH− → ROH.

Ez a reakció elsőrendű, sebességi egyenlete r = k[RBr], ami mutatja, hogy az első lépés a lassú, az határozza meg a sebességet. A második, OH−-t tartalmazó lépés jóval gyorsabb, így a teljes reakció sebessége független a OH− koncentrációjától.
Ezzel szemben a metil-bromid (CH3Br) lúgos hidrolízise bimolekulás nukleofil szubsztitúciós (SN2) reakció, mely egyetlen bimolekulás lépésben játszódik le. Sebességi egyenlete másodrendű, r = k[RBr][OH−].

## Diffúziógát
Az előző példákban a sebességmeghatározó lépés a termékhez vezető sorozatos kémiai reakciók egyike volt. A sebességmeghatározó lépés lehet a reaktánsok transzportja is. Ilyenkor diffúziógátolt reakcióról beszélünk, ami általában akkor lép fel, amikor az aktivált komplexből a termék keletkezése nagyon gyors, és a reaktánsok reakcióhoz való elérhetősége korlátozza a sebességet.

## Fordítás
Ez a szócikk részben vagy egészben  a   Rate-determining step című angol Wikipédia-szócikk ezen változatának fordításán alapul.  Az eredeti cikk szerkesztőit annak laptörténete sorolja fel. Ez a jelzés csupán a megfogalmazás eredetét és a szerzői jogokat jelzi, nem szolgál a cikkben szereplő információk forrásmegjelöléseként.